# Sokolany (gmina)
Sokolany – dawna gmina wiejska istniejąca do 1944 roku w woj. białostockim. Siedzibą gminy były Sokolany.
W okresie międzywojennym gmina Sokolany należała do powiatu sokólskiego w woj. białostockim.
16 października 1933 gminę Sokolany podzielono na 16 gromad: Chwaszczewo, Gilbowszczyzna, Gliniszcze Małe, Gliniszcze Wielkie, Jacowlany, Majewo, Nowinka, Nowowola, Plebanowce, Poganica, Racewo, Sierbowce, Sokolany, Trzcianka, Woroniany i Żuki. 
Po wojnie gminy Sokolany nie odtworzono, mimo że w całości znalazła się w granicach Polski. Dawny obszar gminy Sokolany wszedł w 1944 roku w skład gmin Sokółka (Gilbowszczyzna, Gliniszcze Małe, Gliniszcze Wielkie, Jacowlany, Plebanowce, Sierbowce, Sokolany, Woroniany i Żuki) i Sidra (Chwaszczewo, Majewo, Nowinka, Nowowola, Poganica, Racewo i Trzcianka)